# Montemor-o-Novo
Montemor-o-Novo (mõtɨ'mɔɾ u 'novu) è un comune portoghese di 18 578 abitanti situato nel distretto di Évora.

## Società

### Evoluzione demografica
Abitanti censiti

## Freguesias
- Cabrela
- Ciborro
- Cortiçadas
- Foros de Vale de Figueira
- Lavre
- Nossa Senhora da Vila
- Nossa Senhora do Bispo
- Santiago do Escoural
- São Cristóvão
- Silveiras